# Северная улица (Киев)
Се́верная улица (укр. Півні́чна вулиця) — улица в Оболонском районе города Киева, жилой массив Оболонь. Пролегает от Оболонского проспекта до проспекта Владимира Ивасюка.

## История
Улицу заложили в конце 1970-х годов под названием Новая. Современное название — с 1980 года (проходит по северной границе жилого массива Оболонь).
До 1975 года название Северная имела улица Феодоры Пушиной в Святошинском районе.

## Учреждения и заведения

### Медицинские учреждения
- Центральная детская поликлиника Оболонского района (д. № 4-а)
- Лаборатория Синево (д. № 2/5-б)

### Учебные заведения
- Дошкольное учебное заведение № 644 (д. № 4-г)
- Дошкольное учебное заведение № 144 (д. № 42)
- Средняя общеобразовательная школа № 170 (д. № 8)
- Средняя общеобразовательная школа № 245 (д. № 26)

### Спортивные объекты
- Стадион «Оболонь-Арена» (№ 8)

### Заведения торговли
- Супермаркет «Сильпо» (д. № 6-а)
- Супермаркет «Фора» (д. № 46)

## Приметки
1. ↑  Рішення виконавчого комітету Київської міської Ради народних депутатів від 7 квітня 1980 року № 453 «Про перейменування та найменування окремих вулиць м. Києва» // Державний архів м. Києва, ф. Р-1, оп. 8, спр. 2192, арк. 362–365. (Бюлетень виконавчого комітету Київської міської Ради народних депутатів. — 1980. — № 5. — С. 14–16.) (укр.) Архивировано 14 сентября 2013.